# تومتر
تومتر، روستایی است از توابع بخش مرکزی شهرستان ارومیه استان آذربایجان غربی ایران.

## جمعیت
این روستا در دهستان باراندوزچای جنوبی قرار داشته و بر اساس سرشماری سال ۱۳۸۵ جمعیّت آن ۶۸۵ نفر (۱۸۹ خانوار)
بوده‌است. زبان مردم این روستا ترکی آذربایجانی است.مذهب اکثریت اهالی سنی شافعی و اقلیتی شیعه دوازده امامی است.